# Bagua
De otte trigrammer hedder på kinesisk Ba gua 八卦 (tidligere skrevet Pa kua).
Trigrammernes oprindelse er ukendt, men blev med sikkerhed anvendt før Kinas Han dynasti.
De otte trigrammer, er otte figurer med tre linjer i hver, deraf navnet trigrammer. Hver linje kan opfattes som yin eller yang. Yang er en udelt linje, yin er en brudt linje. To trigrammer danner et såkaldt heksagram. Der er 64 mulige kombinationer af de otte trigrammer. Disse 64 heksagrammer udgør kernen i den ældste del af I Ching. Der er 4096 mulige kombinationer af de 64 heksagrammer. Kombinationerne af trigrammerne er således ikke uendelige, men udgør tilsammen en fuldendt helhed af kombinationer af yin og yang.
De otte trigrammer anvendes i både I Ching spådomskunst, Taoisme, Feng Shui, kampsport (navnlig Baguazhang og Tai Chi), Traditionel kinesisk medicin såvel som i kinesisk inspirerede udsmykninger og kunst.
De otte trigrammers navne.
☰ 乾 Qian – Himlen
☱ 兌 Dui – Søen
☲ 離 Li – Ild
☳ 震 Zhen – Torden
☴ 巽 Xun – Vind
☵ 坎 Kan – Vand
☶ 艮 Gen – Bjerget
☷ 坤 Kun – Jorden